# Apicius
Apicius, zbirka rimskih kuharskih receptov, ki je bila napisana verjetno v poznem 4. ali zgodnjem 5. stoletju. Napisana je v jeziku, ki je v mnogih pogledih bližji ljudski kot klasični latinščini. 
Naslov Apicius so dolgo časa povezovali z Markom Gavijem Apicijem, gurmanom in ljubiteljem prefinjenega razkošja, ki je živel v 1. stoletju n. št. med vladanjem cesarja Tiberija. Včasih so mu pomotoma pripisovali tudi avtorstvo omenjene kuharske knjige. 
Apicij je zbirka, ki je namenjena kuharjem. V najstarejših tiskanih izdajah ima najpogosteje naslov De re coquinaria  (O kuhanju). Zaradi dveh rokopisov, ki sta se začenjala z besedama "API CAE",  so avtorstvo knjige pripisali nekemu sicer neznanemu Celiju Apiciju.

## Vsebina
Apicij obsega deset delov, ki so urejeni podobno kot sodobne kuharske knjige:
- Epimeles — Skrben gospodar
- Sarcoptes — Sekljanje mesa
- Cepuros — Vrtnar
- Pandecter — Razne jedi
- Ospreon — Stročnice
- Aeropetes — Ptice
- Polyteles — Gurman
- Tetrapus — Štirinožci
- Thalassa — Morje
- Halieus — Ribič

## Jedi
Jedi, opisane v Apiciju, dajejo dober vpogled v prehranjevalne navade antičnega sveta v sredozemskem bazenu. Mnoge sodobne jedi so še vedno zelo podobne antičnim, čeprav paradižnika in testenin takrat niso poznali. Recepti iz Apicija so bili namenjeni bolj premožnim družbenim razredom, saj nekateri predpisujejo za tiste čase zelo eksotične sestavine, na primer flaminga.
Primer:
- Aliter haedinam sive agninam excaldatam:: mittes in caccabum copadia. cepam, coriandrum minutatim succides, teres piper, ligusticum, cuminum, liquamen, oleum, vinum. coques, exinanies in patina, amulo obligas. [Aliter haedinam sive agninam excaldatam] <agnina> a crudo trituram mortario accipere debet, caprina autem cum coquitur accipit trituram.

- Vroč kozličev ali jagnječji ragu: kose mesa daj v ponev. Na drobno sesekljaj čebulo in koriander, stolci poper, lovor, kumino, garum (ribja omaka), olje in vino. Kuhaj, prelij v plitvo posodo in zgosti z  moko. Če pripravljaš jagnje, moraš vsebino možnarja dodati ko je meso še surovo, če pripravljaš kozlička pa jo moraš dodati med kuhanjem.

## Druge izdaje
V nekem povsem drugem rokopisu iz karolinškega obdobja je zelo skrajšan pozvetek z naslovom Apici excerpta a Vinidario -  Vindinarijev žepni apicij. Vindinarij je povsem neznan in bi lahko bil Got z imenom Vinitaharjis. Besedilo kljub enakemu naslovu ni povzetek iz Apicija, kakršnega poznamo danes, ker se njegova vsebina ne ujema z vsebino v daljši različici antičnega Apicija. Možno je, da se je del izvirnega besedila do nastanka karolinškega rokopisa izgubil ali pa se je njegova vsebina sčasoma spremenila in prilagodila uporabnikom.    
Najstarejši tiskani izdaji Apicija  sta iz Milana (1498) in Benetk (1500). V naslednjih štirih desetletjih so natisnili še štiri izdaje, kar kaže na veliko zanimanje bralcev. V razširjeni standardni izdaji Apicija, ki je je natisnil C.T. Schuch v Heidelbergu leta 1867, je avtor dodal tudi nekaj receptov iz Vindinarijevega rokopisa.
Od prve tiskane izdaje leta 1492 do leta 1936, ko je bil natisnjen Vehlingov prevod in bibliografija Apicija, je bilo natisnjenih štirinajst izdaj latinskega besedila. Delo se ni na široko prevajalo. Prvi je bil prevod v italijanščino iz leta 1852, kateremu so v 20. stoletju sledili prevodi v nemščino in angleščino.

## Nekaj tiskanih izdaj
- Apicii decem libri qui dicuntur De re coquinaria, uredila Mary Ella Milham, Leipzig. Teubner, 1969. [v latinščini]
- Apicius: A Critical Edition with an Introduction and an English Translation, prevedla in uredila Christopher Grocock in Sally Grainger, Totnes, Prospect Books, 2006. ISBN 1-903018-13-7 [v latinščini in angleščini]
- Apicius. L'art culinaire, prevedel in uredil Jacques André, Pariz, Les Belles Lettres, 1974. [v latinščini in francoščini]
- Apicij, Umetnost kuhanja, Ljubljana, Krtina, 1998. ISBN 961-6174-06-1 [v slovenščini]